# Faux-la-Montagne
Faux-la-Montagne település Franciaországban, Creuse megyében. Lakosainak száma 448 fő (2022. január 1.). Faux-la-Montagne Peyrelevade, Tarnac, Gentioux-Pigerolles, Royère-de-Vassivière, La Villedieu, Beaumont-du-Lac, Nedde és Rempnat községekkel határos.

## Népesség
A település népességének változása:
| Lakosok száma | 565  | 396  | 391  | 364  | 346  | 389  | 421  | 439  | 446  | 448  |
|               | 1968 | 1982 | 1990 | 2006 | 2013 | 2015 | 2017 | 2019 | 2020 | 2022 |